# Gmina Skrzyszów
Die Gmina Skrzyszów ist eine Landgemeinde im Powiat Tarnowski der Woiwodschaft Kleinpolen in Polen. Ihr Sitz ist das gleichnamige Dorf mit etwa 3750 Einwohnern.

## Geographie
Die Gemeinde grenzt im Nordwesten an die Stadt Tarnów. Zu den Gewässern gehört der Bach Wątok.

## Geschichte
Von 1975 bis 1998 gehörte die Gemeinde zur Woiwodschaft Tarnów.

## Gliederung
Zur Landgemeinde (gmina wiejska) Skrzyszów gehören folgende fünf Dörfer mit einem Schulzenamt:
Ładna, Łękawica, Pogórska Wola, Skrzyszów und Szynwałd.